# Лембрик Ірина Степанівна
Лембрик Ірина Степанівна (01. 08. 1980, Івано-Франківськ, УРСР) — поетеса, лікар-педіатр. Член НСПУ (1997). Доктор медичних наук (2014).

## Біографія
Закінчила Івано-Франківську медичну академію (2003), де й працює нині: від 2014 — професор кафедри педіатрії. Вперше публікувала у 1993 році вірші у газетах «Колега», «Світ молоді». Тематика творчості — роздуми про вічні людські цінності. Членкиня в НСПУ з 1997 року, і при цьому вона стала її наймолодшою поетесою. Деякі із віршів було  покладено на музику («Колискова», «Пісня осені», «Пісня про мову», «На тім вокзалі» — гімн Івано-Франківську медичного університету).

## Творчі набутки
Авторка поетичних збірок:
- «Кораблик на хвилях» — (1994);
- «Сплітає Мойра нить» — (1996);
- «Сонячна князівна» — (1997);
- «Жоржиновий перстень» — (2000)
- «Причастя вогню» — (2003);

Опубліковані тексти пісень у часописах і альманахах:
- «Дідусь»;
- «Твоє місто»;
- «Святкова»;
- «Піщане місто»;
- «Хлоп'я у лялечці обмежень…»;
- «Близький мені друже…»;
- «Розгубить вечір білі веретена…»

## Науковий доробок
Напрями наукових досліджень — педіатрія, дитяча гастроентерологія. Авторка навчально-методичних посібників, монографій, методичних вказівок із проблем педіатрії англійською мовою.
- Синдром функціональної диспепсії у дітей. 2010; Urgent issues of pediatrics. 2011; Діагностика, лікування та профілактика захворювань підшлункової залози у дитячому віці. 2012 (усі — Івано-Франківськ).
- Інтерактивні засоби навчання у викладанні дисципліни «Педіатрія», як приклад особистісно-діяльнісного підходу в освіті